# Scaphidriotis xylogramma
Scaphidriotis xylogramma là một loài bướm đêm thuộc phân họ Arctiinae, họ Erebidae.